# Condylorrhiza diniasalis
Condylorrhiza diniasalis là một loài bướm đêm trong họ Crambidae.